# Pallenopsis hiemalis
Pallenopsis hiemalis är en havsspindelart som beskrevs av Hodgson, T.V. 1907. Pallenopsis hiemalis ingår i släktet Pallenopsis och familjen Phoxichilidiidae. Inga underarter finns listade i Catalogue of Life.